# Bernard Ford
Bernard Albert Ford (* 27. September 1947 in London; † 5. April 2023 in Edmonton, Kanada) war ein britischer Eiskunstläufer, der im Eistanz startete.
Seine Eistanzpartnerin war Diane Towler. Das Paar, das von Gladys Hogg trainiert wurde, wurde 1966 in Bratislava erstmals Europameister und in Davos erstmals Weltmeister. 1967 verteidigten sie diese Titel bei der Europameisterschaft in Ljubljana und der Weltmeisterschaft in Wien. Auch 1968 waren sie nicht zu schlagen und wurden in Västerås Europameister und in Genf Weltmeister. 1969 gewannen sie bei der Europameisterschaft in Garmisch-Partenkirchen ihren vierten und letzten EM-Titel und bei der Weltmeisterschaft in Colorado Springs auch ihren vierten und letzten WM-Titel. Bei der WM verwiesen sie dabei die zukünftigen Rekordweltmeister Ljudmila Pachomowa und Alexander Gorschkow aus der Sowjetunion einstimmig auf den zweiten Platz. Danach beendeten Ford und Towler ihre Amateurkarriere und traten in Eisrevues auf.
Die vierfachen britischen Meister nahmen 1968 an den Vorführwettbewerben im Eistanz bei den Olympischen Winterspielen teil. Eistanz wurde erst 1976 olympisch.
Mit vier WM-Titeln reihten sich Bernard Ford und Diane Towler in die Riege erfolgreicher britischer Eistänzer ein. Wie sie hatten es auch Jean Westwood und Lawrence Demmy sowie Courtney Jones auf vier WM-Titel gebracht. International werden sie nur noch von Ljudmila Pachomowa und Alexander Gorschkow übertroffen, die es auf insgesamt sechs Titel brachten.
Ford und Towler wurde der Order of the British Empire verliehen. 1993 wurden sie in die Eiskunstlauf Hall of Fame aufgenommen.
1971 wanderte Bernard Ford nach Kanada aus. Dort arbeitete er als Eistanztrainer und Eistanzchoreograph. Zu seinen Schülern zählten Tracy Wilson und Robert McCall. Des Weiteren assistierte Ford dem Technischen Eistanzkomitee der ISU.

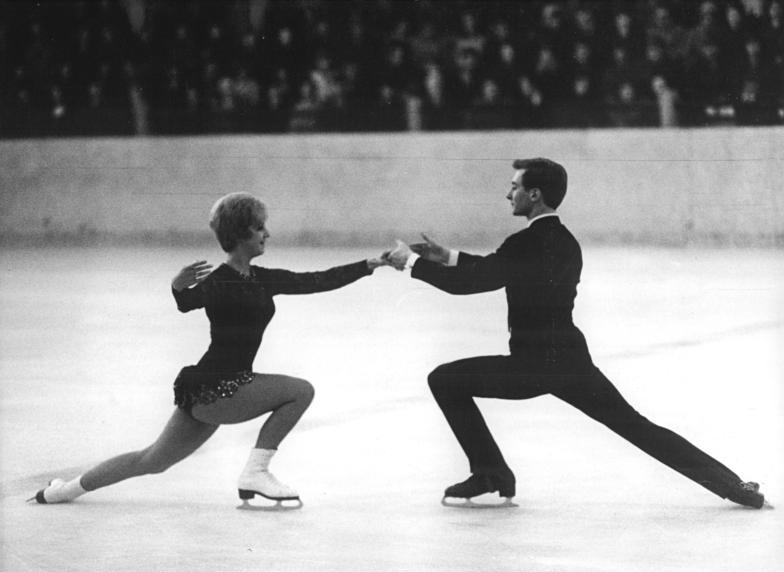
Ford und Towler 1966 in Karl-Marx-Stadt

## Ergebnisse

### Eistanz

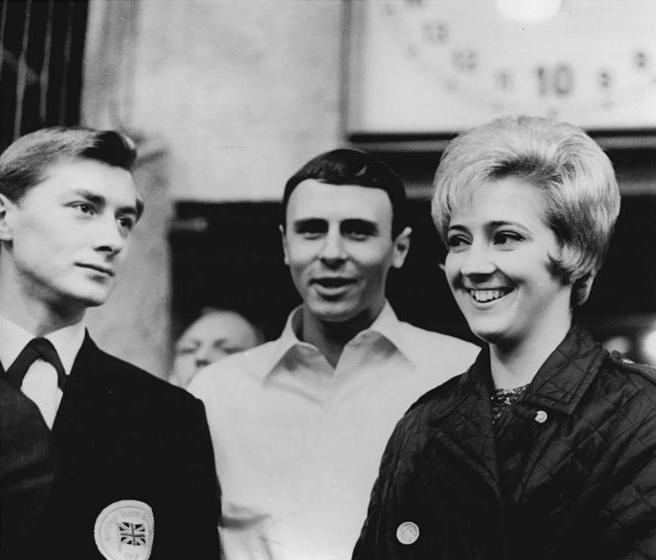
Bernard Ford und Diane Towler mit Emmerich Danzer (Mitte) 1966 in Karl-Marx-Stadt

(mit Diane Towler)
| Wettbewerb / Jahr         | 1964 | 1965 | 1966 | 1967 | 1968 | 1969 |
| ------------------------- | ---- | ---- | ---- | ---- | ---- | ---- |
| Weltmeisterschaften       | 13.  | 4.   | 1.   | 1.   | 1.   | 1.   |
| Europameisterschaften     |      | 4.   | 1.   | 1.   | 1.   | 1.   |
| Britische Meisterschaften |      | 3.   | 1.   | 1.   | 1.   | 1.   |